# ماکسیم ماروت
ماکسیم ماروت (فرانسوی: Maxime Marotte‎؛ زادهٔ ۵ دسامبر ۱۹۸۶ ‏(۳۸ سال)) دوچرخه‌سوار اهل فرانسه است.